# Sarriac-Bigorre
Sarriac-Bigorre est une commune française située dans le nord du département des Hautes-Pyrénées, en région Occitanie.
Sur le plan historique et culturel, la commune est dans l’ancien comté de Bigorre, comté historique des Pyrénées françaises et de Gascogne. Exposée à un climat de montagne, elle est drainée par l'Aule, le ruisseau de Dibès, le ruisseau de Larcis et par divers autres petits cours d'eau.
Sarriac-Bigorre est une commune rurale qui compte 273 habitants en 2022. Elle fait partie de l'aire d'attraction de Tarbes. Ses habitants sont appelés les Sarriacais ou  Sarriacaises.

## Géographie

### Localisation
La commune de Sarriac-Bigorre se trouve dans le département des Hautes-Pyrénées, en région Occitanie.
Elle se situe à 18 km à vol d'oiseau de Tarbes, préfecture du département, et à 12 km de Maubourguet, bureau centralisateur du canton du Val d'Adour-Rustan-Madiranais dont dépend la commune depuis 2015 pour les élections départementales.
La commune fait en outre partie du bassin de vie de Vic-en-Bigorre.
Les communes les plus proches sont : 
Rabastens-de-Bigorre (1,9 km), Ségalas (3,3 km), Lacassagne (3,3 km), Mingot (3,8 km), Bazillac (3,8 km), Liac (4,2 km), Artagnan (4,8 km), Escondeaux (4,8 km).
Sur le plan historique et culturel, Sarriac-Bigorre fait partie de l’ancien comté de Bigorre, comté historique des Pyrénées françaises et de Gascogne créé au IXe siècle puis rattaché au domaine royal en 1302, inclus ensuite au comté de Foix en 1425 puis une nouvelle fois rattaché au royaume de France en 1607. La commune est dans le pays de Tarbes et de la Haute Bigorre.

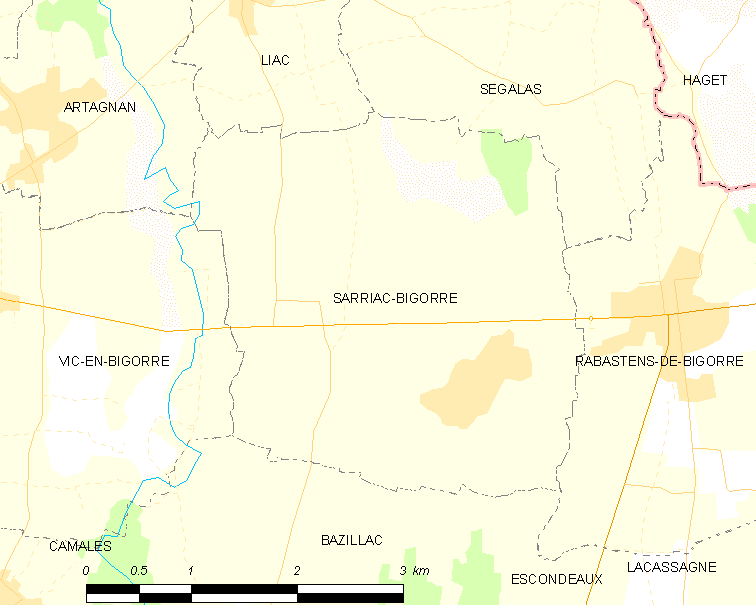
Carte de la commune de Sarriac-Bigorre et des proches communes.

| Artagnan                     | Liac            | Ségalas              |
| Vic-en-Bigorre               | Sarriac-Bigorre | Rabastens-de-Bigorre |
| Camalès (par un quadripoint) | Bazillac        |                      |

### Hydrographie

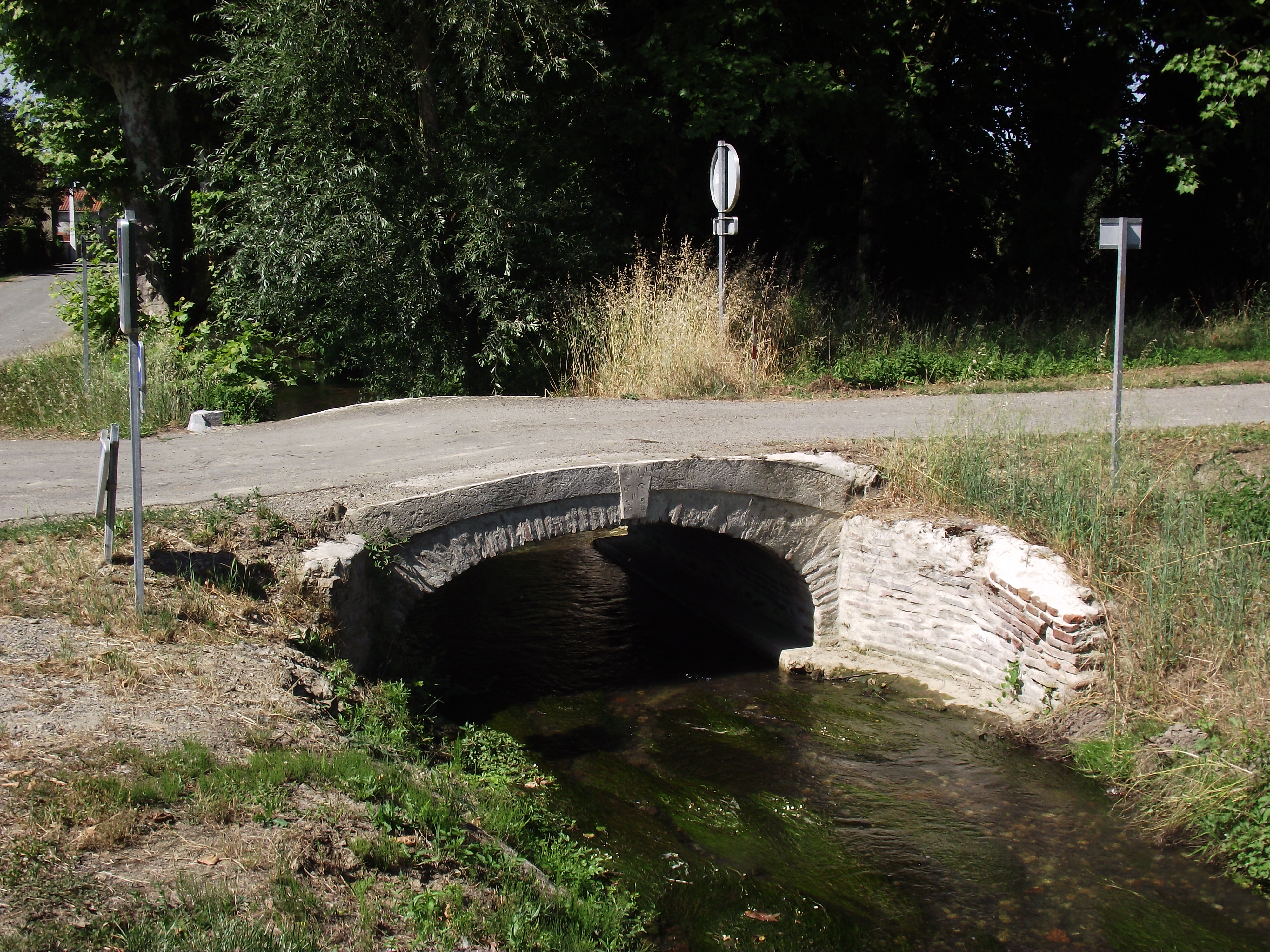
L'Aule.

L'Aule, un affluent gauche de l'Estéous, traverse la commune du sud au nord et forme la limite nord-est avec la commune de Ségalas.
    
Le ruisseau de  l'Ayguevive traverse la commune du sud au nord et forme la limite est avec les communes de Ségalas et Rabastens-de-Bigorre.
     
Le ruisseau de la Garnère issu de l’Aule traverse la commune au nord.
    
Le ruisseau de Larcis (affluent gauche de l'Estéous) traverse la commune du sud au nord en direction de Ségalas.

### Climat
Le climat est tempéré de type océanique, en raison de l'influence proche de l'océan Atlantique situé à peu près 150 km plus à l'ouest. La proximité des Pyrénées fait que la commune profite d'un effet de foehn, il peut aussi y neiger en hiver, même si cela reste inhabituel.
| Mois                              | jan.  | fév.  | mars  | avril | mai   | juin  | jui.  | août  | sep.  | oct.  | nov.  | déc.  | année   |
| --------------------------------- | ----- | ----- | ----- | ----- | ----- | ----- | ----- | ----- | ----- | ----- | ----- | ----- | ------- |
| Température minimale moyenne (°C) | 0,6   | 1,3   | 2,7   | 5,2   | 8,3   | 11,6  | 14,1  | 13,9  | 11,7  | 8     | 3,6   | 1,3   | 6,9     |
| Température moyenne (°C)          | 5,3   | 6,1   | 7,8   | 10    | 13,3  | 16,7  | 19,3  | 19    | 17,2  | 13,3  | 8,5   | 5,8   | 11,9    |
| Température maximale moyenne (°C) | 9,9   | 11    | 12,9  | 14,8  | 18,3  | 21,7  | 24,5  | 24    | 22,6  | 18,6  | 13,4  | 10,4  | 16,8    |
| Ensoleillement (h)                | 108,8 | 118,8 | 155,6 | 157,2 | 181,3 | 191,5 | 215,5 | 196,4 | 194,5 | 164,4 | 124,4 | 104,4 | 1 912,8 |
| Précipitations (mm)               | 112,8 | 97,5  | 100,2 | 105,7 | 113,6 | 80,7  | 57,3  | 70,3  | 71    | 85,2  | 93    | 112,1 | 1 099,4 |

### Milieux naturels et biodiversité
Aucun espace naturel présentant un intérêt patrimonial n'est recensé sur la commune dans l'inventaire national du patrimoine naturel,,.

## Urbanisme

### Typologie
Au 1er janvier 2024, Sarriac-Bigorre est catégorisée commune rurale à habitat dispersé, selon la nouvelle grille communale de densité à sept niveaux définie par l'Insee en 2022.
Elle est située hors unité urbaine. Par ailleurs la commune fait partie de l'aire d'attraction de Tarbes, dont elle est une commune de la couronne,. Cette aire, qui regroupe 153 communes, est catégorisée dans les aires de 50 000 à moins de 200 000 habitants,.

### Occupation des sols
L'occupation des sols de la commune, telle qu'elle ressort de la base de données européenne d’occupation biophysique des sols Corine Land Cover (CLC), est marquée par l'importance des territoires agricoles (93,2 % en 2018), en diminution par rapport à 1990 (94,6 %). La répartition détaillée en 2018 est la suivante : 
terres arables (90,3 %), zones urbanisées (4,5 %), zones agricoles hétérogènes (3 %), forêts (2,3 %).
L'IGN met par ailleurs à disposition un outil en ligne permettant de comparer l’évolution dans le temps de l’occupation des sols de la commune (ou de territoires à des échelles différentes). Plusieurs époques sont accessibles sous forme de cartes ou photos aériennes : la carte de Cassini (XVIIIe siècle), la carte d'état-major (1820-1866) et la période actuelle (1950 à aujourd'hui).

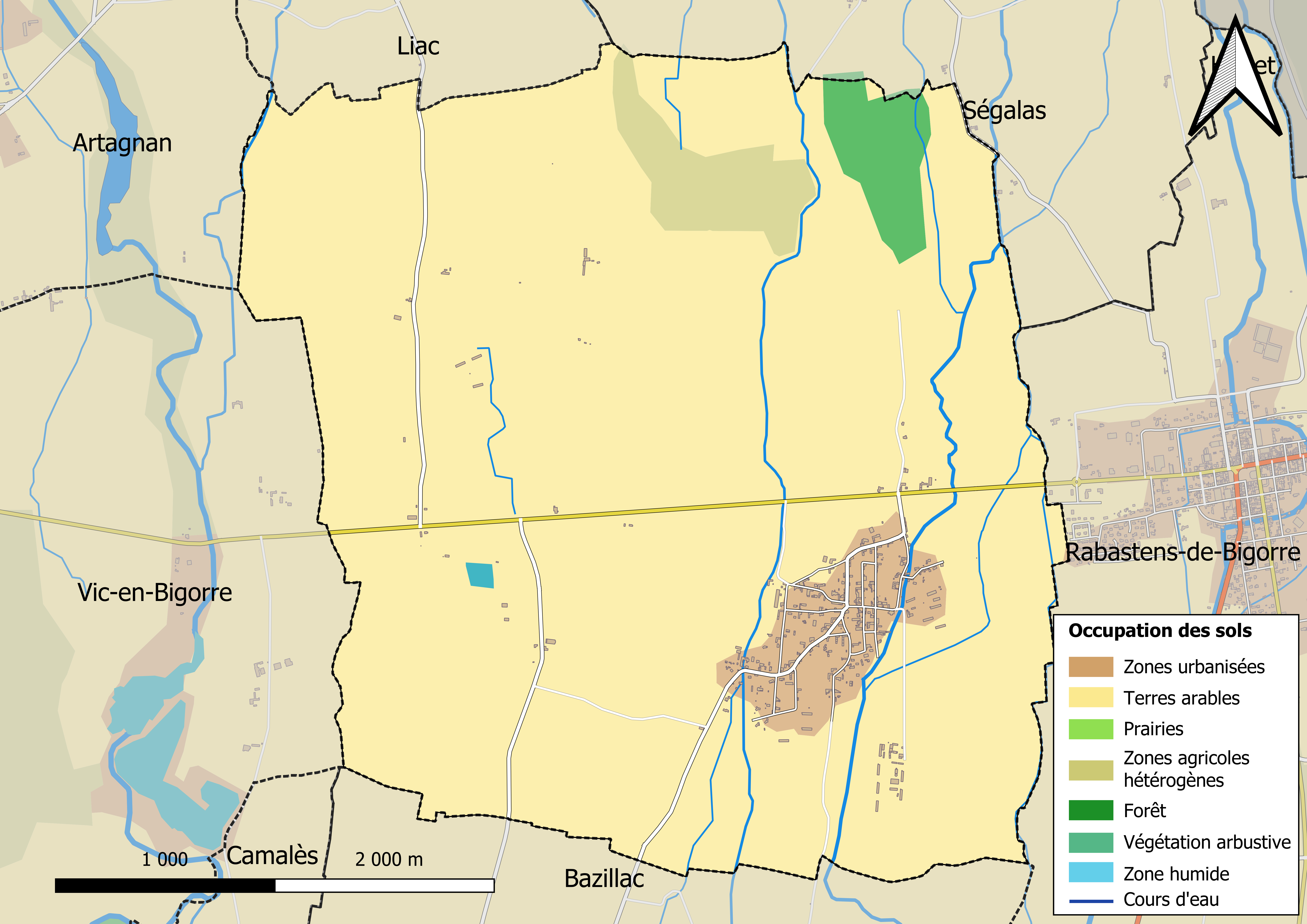
Carte des infrastructures et de l'occupation des sols en 2018 (CLC) de la commune.
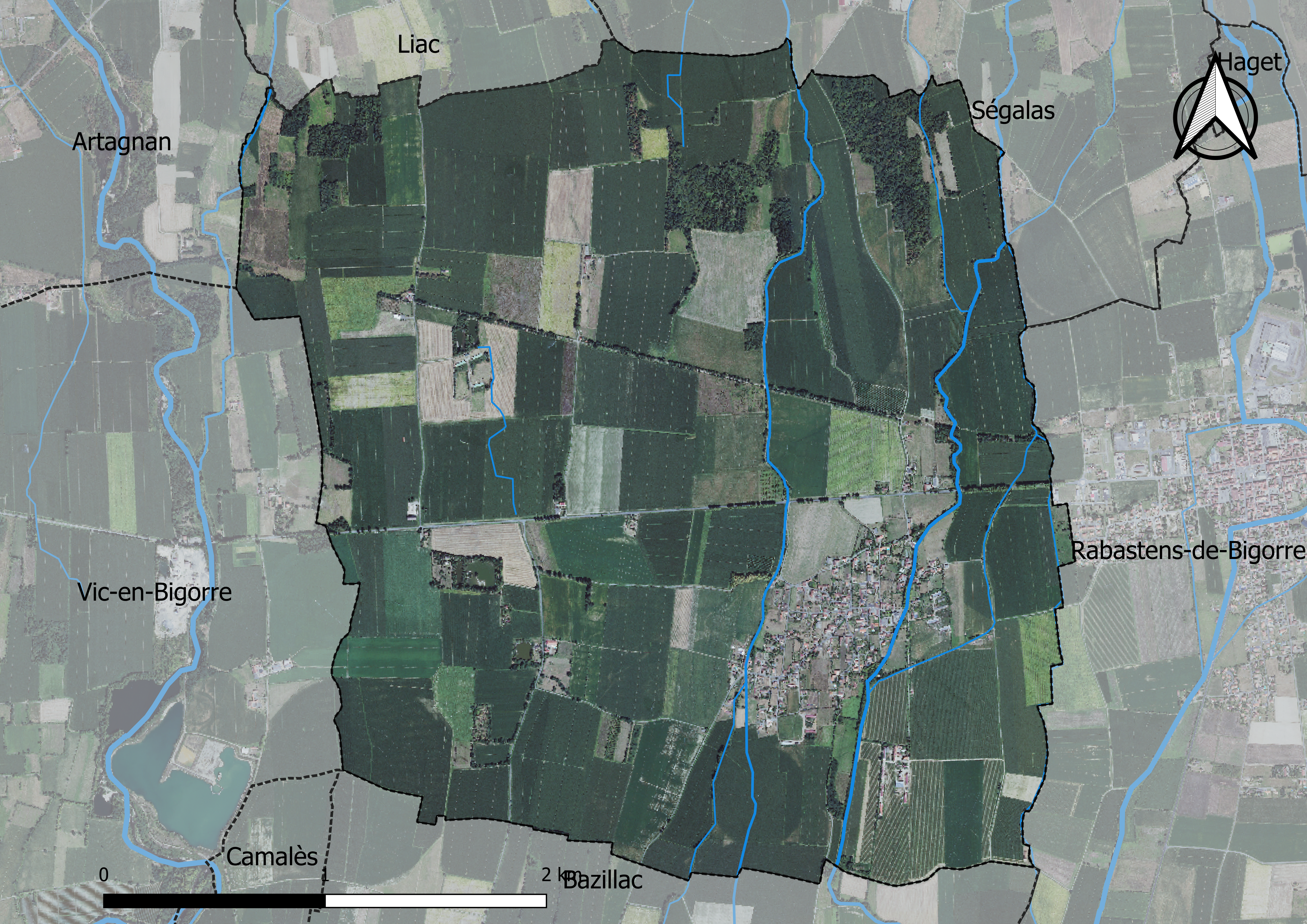
Carte orthophotogrammétrique de la commune.

### Logement
En 2012, le nombre total de logements dans la commune est de 140.

Parmi ces logements, 85.7  % sont des résidences principales, 6.4  % des résidences secondaires et 7.8  % des logements vacants.

### Voies de communication et transports
Cette commune est desservie par la route départementale D 934 et  par les routes départementales D 8 et D 51.

### Risques majeurs
Le territoire de la commune de Sarriac-Bigorre est vulnérable à différents aléas naturels : météorologiques (tempête, orage, neige, grand froid, canicule ou sécheresse), inondations, mouvements de terrains et séisme (sismicité modérée). Un site publié par le BRGM permet d'évaluer simplement et rapidement les risques d'un bien localisé soit par son adresse soit par le numéro de sa parcelle.
Certaines parties du territoire communal sont susceptibles d’être affectées par le risque d’inondation par débordement de cours d'eau, notamment l'Aule. La cartographie des zones inondables en ex-Midi-Pyrénées réalisée dans le cadre du XIe Contrat de plan État-région, visant à informer les citoyens et les décideurs sur le risque d’inondation, est accessible sur le site de la DREAL Occitanie. La commune a été reconnue en état de catastrophe naturelle au titre des dommages causés par les inondations et coulées de boue survenues en 1982, 1999, 2000 et 2009,.
Sarriac-Bigorre est exposée au risque de feu de forêt. Un plan départemental de protection des forêts contre les incendies a été approuvé par arrêté préfectoral le 21 avril 2020 pour la période 2020-2029. Le précédent couvrait la période 2007-2017. L’emploi du feu est régi par deux types de réglementations. D’abord le code forestier et l’arrêté préfectoral du 27 octobre 2014, qui réglementent l’emploi du feu à moins de 200 m des espaces naturels combustibles sur l’ensemble du département. Ensuite celle établie dans le cadre de la lutte contre la pollution de l’air, qui interdit le brûlage des déchets verts des particuliers. L’écobuage est quant à lui réglementé dans le cadre de commissions locales d’écobuage (CLE).

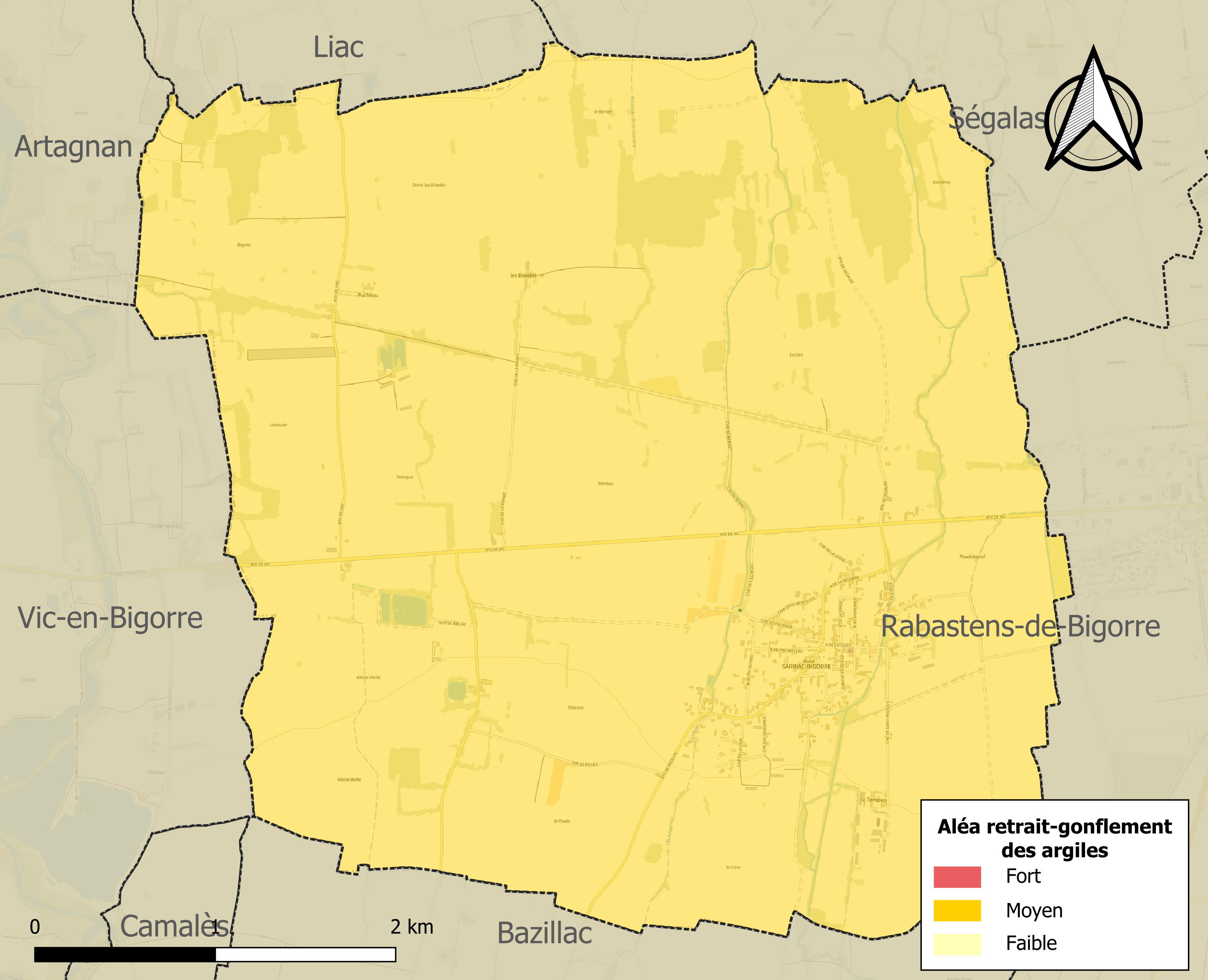
Carte des zones d'aléa retrait-gonflement des sols argileux de Sarriac-Bigorre.

Les mouvements de terrains susceptibles de se produire sur la commune sont des tassements différentiels.
Le retrait-gonflement des sols argileux est susceptible d'engendrer des dommages importants aux bâtiments en cas d’alternance de périodes de sécheresse et de pluie. La totalité de la commune est en aléa moyen ou fort (44,5 % au niveau départemental et 48,5 % au niveau national). Sur les 154 bâtiments dénombrés sur la commune en 2019, 154 sont en aléa moyen ou fort, soit 100 %, à comparer aux 75 % au niveau départemental et 54 % au niveau national. Une cartographie de l'exposition du territoire national au retrait gonflement des sols argileux est disponible sur le site du BRGM,.
Par ailleurs, afin de mieux appréhender le risque d’affaissement de terrain, l'inventaire national des cavités souterraines permet de localiser celles situées sur la commune.
Concernant les mouvements de terrains, la commune a été reconnue en état de catastrophe naturelle au titre des dommages causés par la sécheresse en 2017 et par des mouvements de terrain en 1999.

## Toponymie

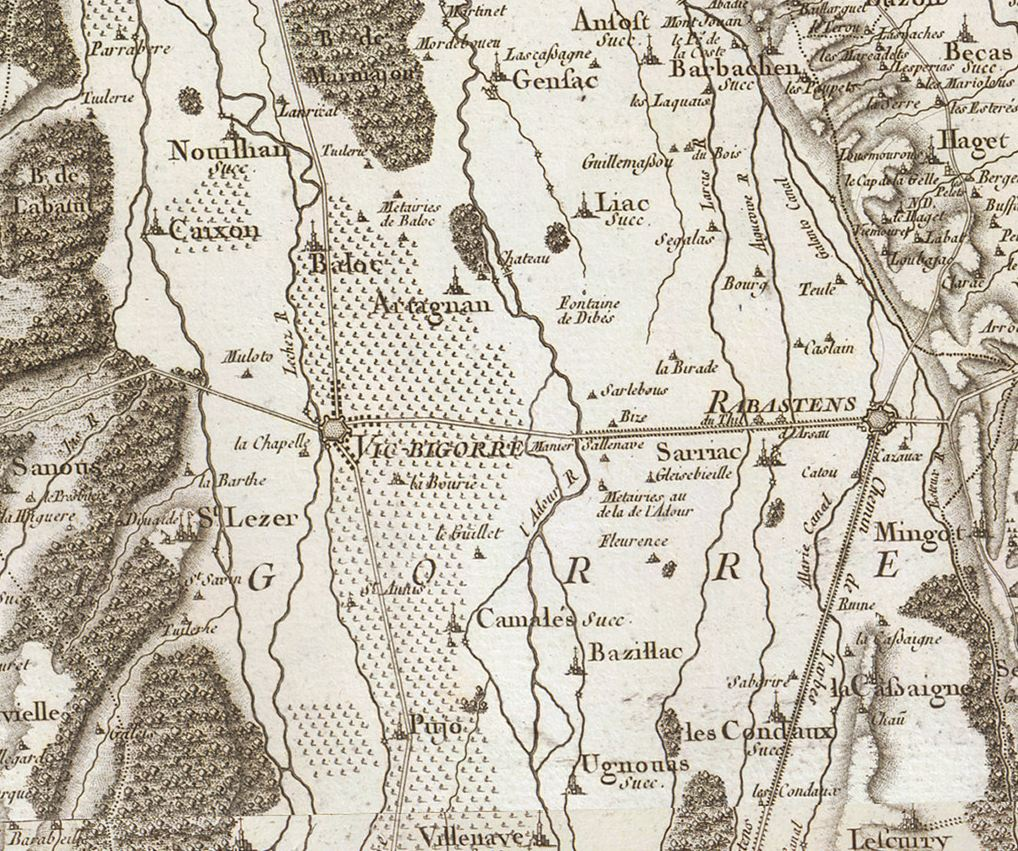
Extrait de la carte de Cassini (entre 1756 et 1789) situant Sarriac-Bigorre entre Rabastens-de-Bigorre et Vic-en-Bigorre.

On trouvera les principales informations dans le Dictionnaire toponymique des communes des Hautes-Pyrénées de Michel Grosclaude et Jean-François Le Nail qui rapporte les dénominations historiques du village :
Dénominations historiques :
- Augerius de Serrignac, latin et gascon (v. 1106, cartulaire de Saint-Pé) ;
- Sarrignag, Sarinag, Carrignag (XIIe siècle, cartulaire de Bigorre) ;
- De Serrinhaco, latin (1313, Debita regi Navarre) ;
- De Sarrinhaco, latin (1342, pouillé de Tarbes) ;
- de Serinhaco, latin (1379, procuration Tarbes) ;
- Serrinhac (1429, censier de Bigorre) ;
- Sarréac (1768, Duco) ;
- Sarriac (fin XVIIIe siècle, carte de Cassini) ;

Prend en 1932 le nom de Sarriac-Bigorre.
Étymologie : nom de domaine antique, du nom de personnage latin Sarrius/Serrenius/Sarrinius et suffixe -acum qui donne ac en gascon (= propriété de Sarrius/Serrenius/Sarrinius).
Nom occitan : Sarriac.

## Histoire
Il existait un fief dit seigneurie de Sarriac au Moyen Âge. Les seigneurs successifs furent les suivants :
1- les Serignac ou Sarriac aux XIIe et XIIIe siècles (armoiries inconnues) ;
2- les Cucuron et les Sanguinède, co-seigneurs en 1313 (armoiries inconnues) ;
3- les Rivière(-Labatut) en 1429 (portant d'argent ou d'or à trois épées posées en pal) ;
4- les Montaut-Bénac au XVIe siècle (d'azur à deux mortiers de guerres allumés d'argent) ;
5- les Saint-Pastou de 1686 à 1789 (d'azur à l'aigle éployée -on trouve aussi : essorante tenant en son bec une cloche d'argent, la queue surmontée d'une fleur de lys).

### Cadastre napoléonien de Sarriac-Bigorre
Le plan cadastral napoléonien de Sarriac-Bigorre est consultable sur le site des archives départementales des Hautes-Pyrénées.

## Politique et administration

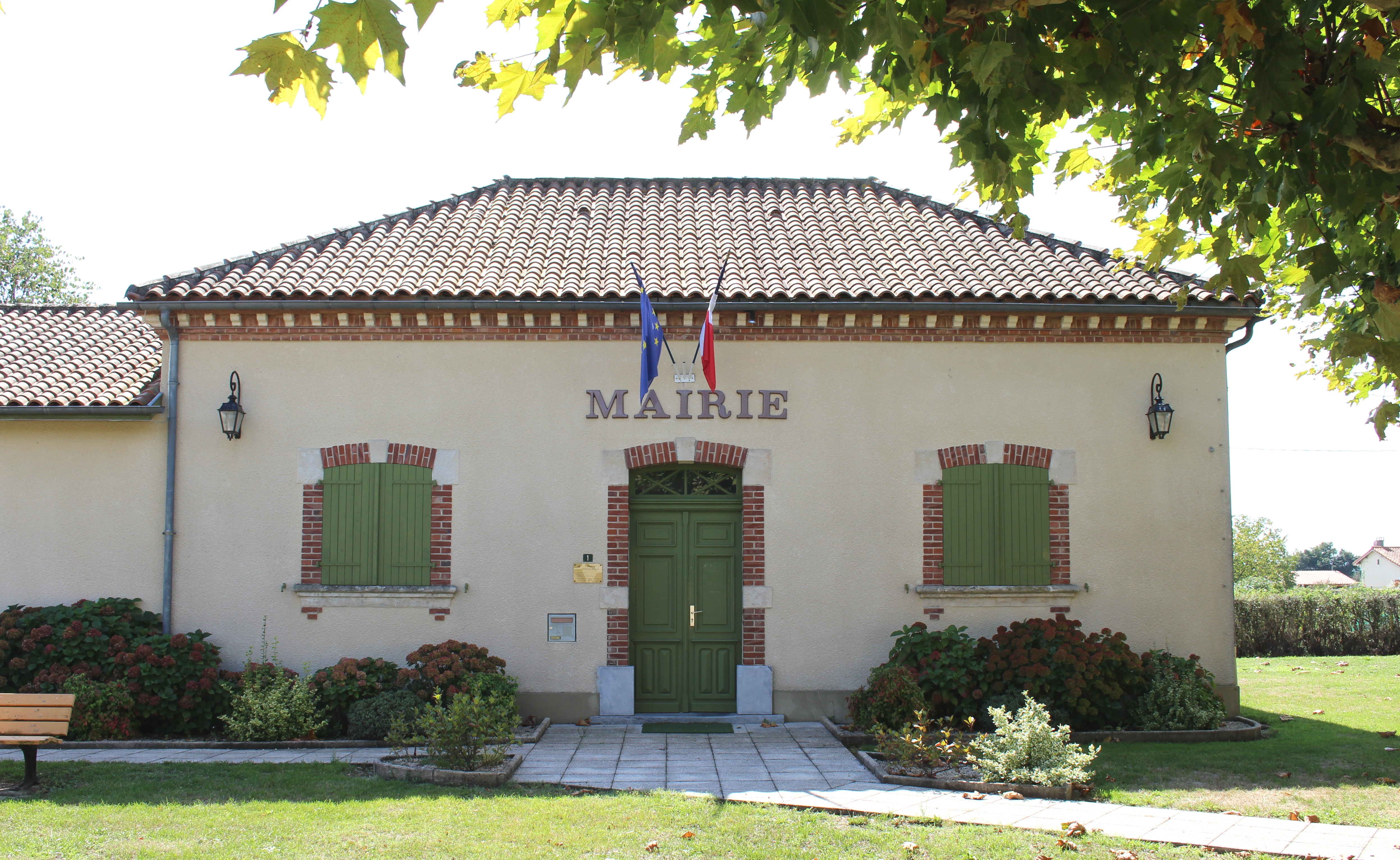
La mairie en 2016.

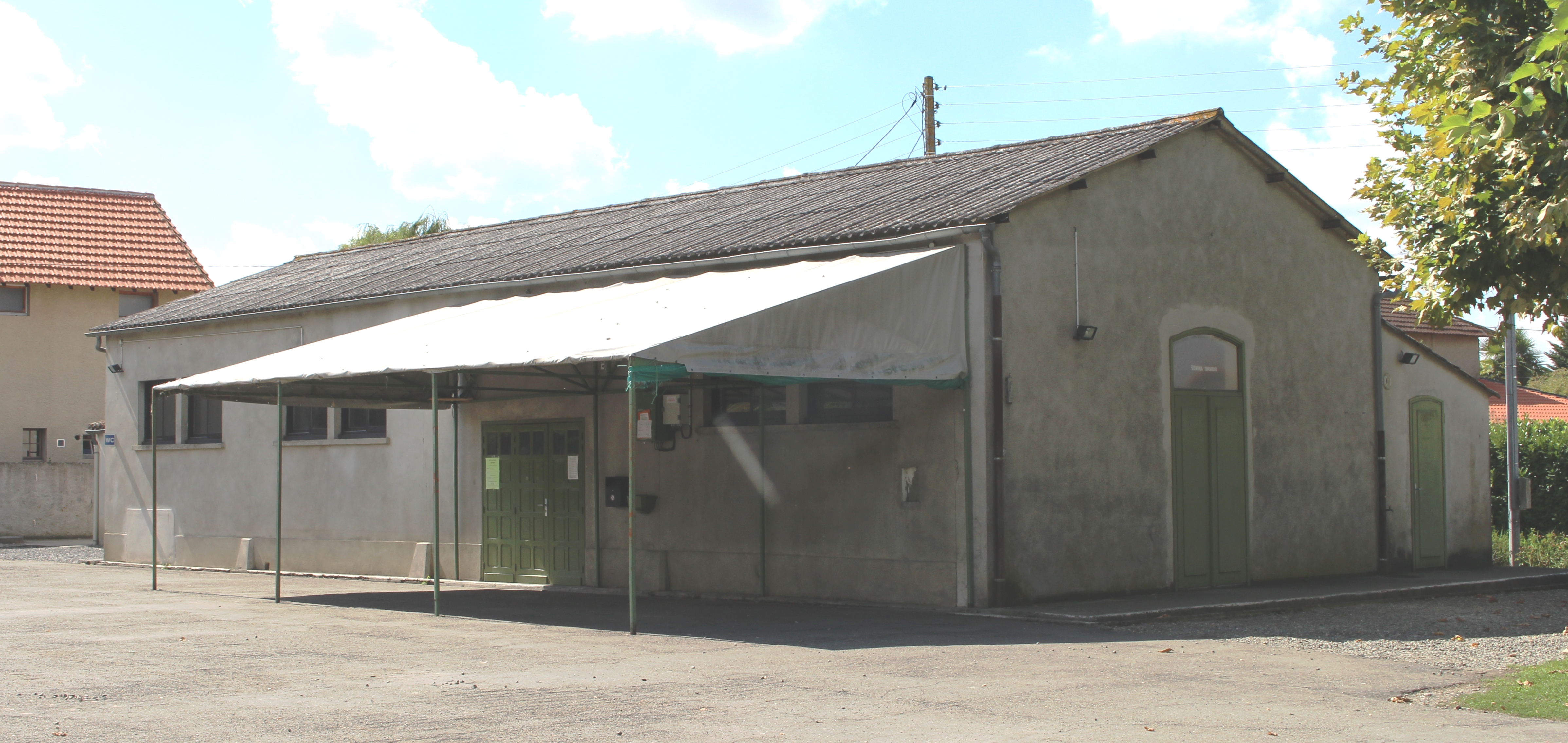
La salle des fêtes.

### Liste des maires
| Période                                  | Période   | Identité       | Étiquette | Qualité |
| ---------------------------------------- | --------- | -------------- | --------- | ------- |
| Les données manquantes sont à compléter. |           |                |           |         |
|                                          |           |                |           |         |
| mars 2001                                | mars 2014 | Roland Despaux |           |         |
| mars 2014                                | En cours  | Denis Gronnier |           |         |

### Rattachements administratifs et électoraux

#### Historique administratif
Pays et sénéchaussée de Bigorre, quarteron de Rabastens, canton de Rabastens (depuis 1790).

#### Intercommunalité
Sarriac-Bigorre appartient à la communauté de communes Adour Madiran créée en janvier 2017 qui a la particularité de réunir 72 communes de Bigorre et Béarn.

## Population et société

### Démographie

#### Évolution démographique
| 1793 | 1800 | 1806 | 1821 | 1831 | 1836 | 1841 | 1846 | 1851 |
| ---- | ---- | ---- | ---- | ---- | ---- | ---- | ---- | ---- |
| 414  | 439  | 562  | 518  | 562  | 524  | 512  | 491  | 530  |

| 1856 | 1861 | 1866 | 1876 | 1881 | 1886 | 1891 | 1896 | 1901 |
| ---- | ---- | ---- | ---- | ---- | ---- | ---- | ---- | ---- |
| 530  | 466  | 510  | 527  | 501  | 462  | 440  | 429  | 419  |

| 1906 | 1911 | 1921 | 1926 | 1931 | 1936 | 1946 | 1954 | 1962 |
| ---- | ---- | ---- | ---- | ---- | ---- | ---- | ---- | ---- |
| 407  | 399  | 346  | 389  | 362  | 378  | 336  | 338  | 331  |

| 1968 | 1975 | 1982 | 1990 | 1999 | 2006 | 2011 | 2016 | 2021 |
| ---- | ---- | ---- | ---- | ---- | ---- | ---- | ---- | ---- |
| 323  | 320  | 277  | 268  | 263  | 290  | 283  | 299  | 282  |

| 2022 | - | - | - | - | - | - | - | - |
| ---- | - | - | - | - | - | - | - | - |
| 273  | - | - | - | - | - | - | - | - |

### Enseignement

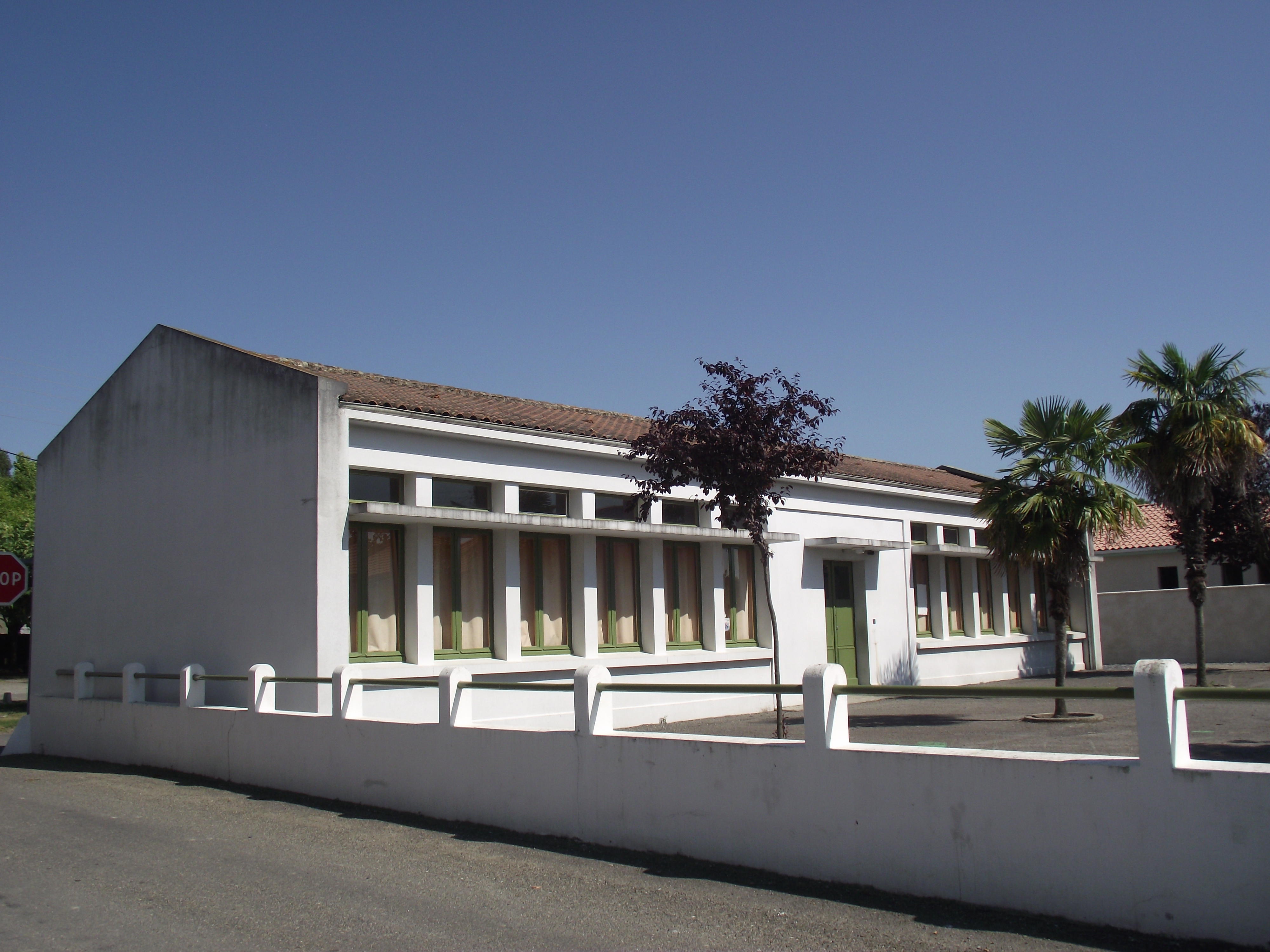
L'école.

La commune dépend de l'académie de Toulouse. Elle dispose d’une école en 2017.
- École élémentaire.

Sélection de vues des écoles communales en 2016.
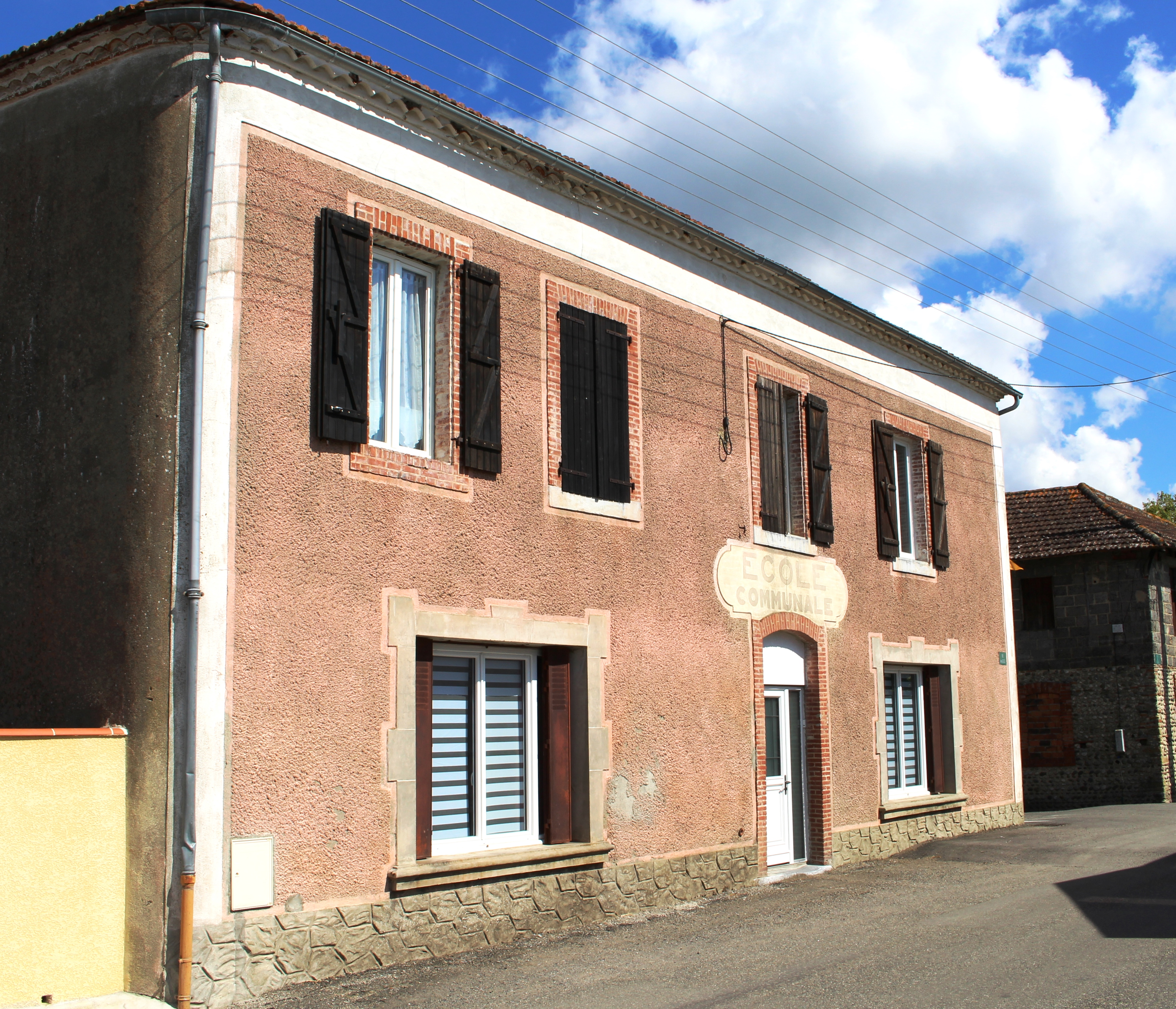
L'ancienne école.
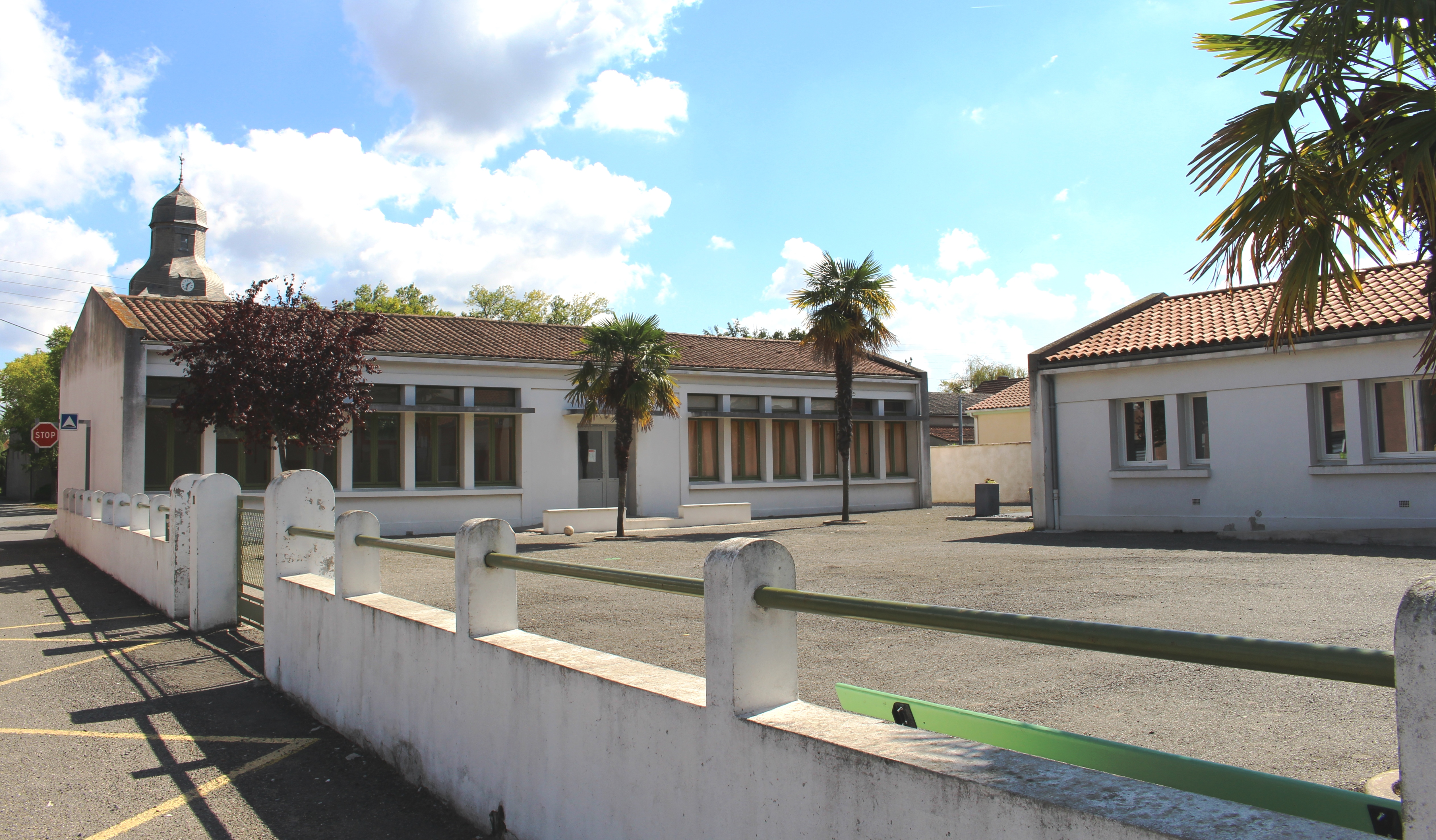
L'école élémentaire.

### Sports

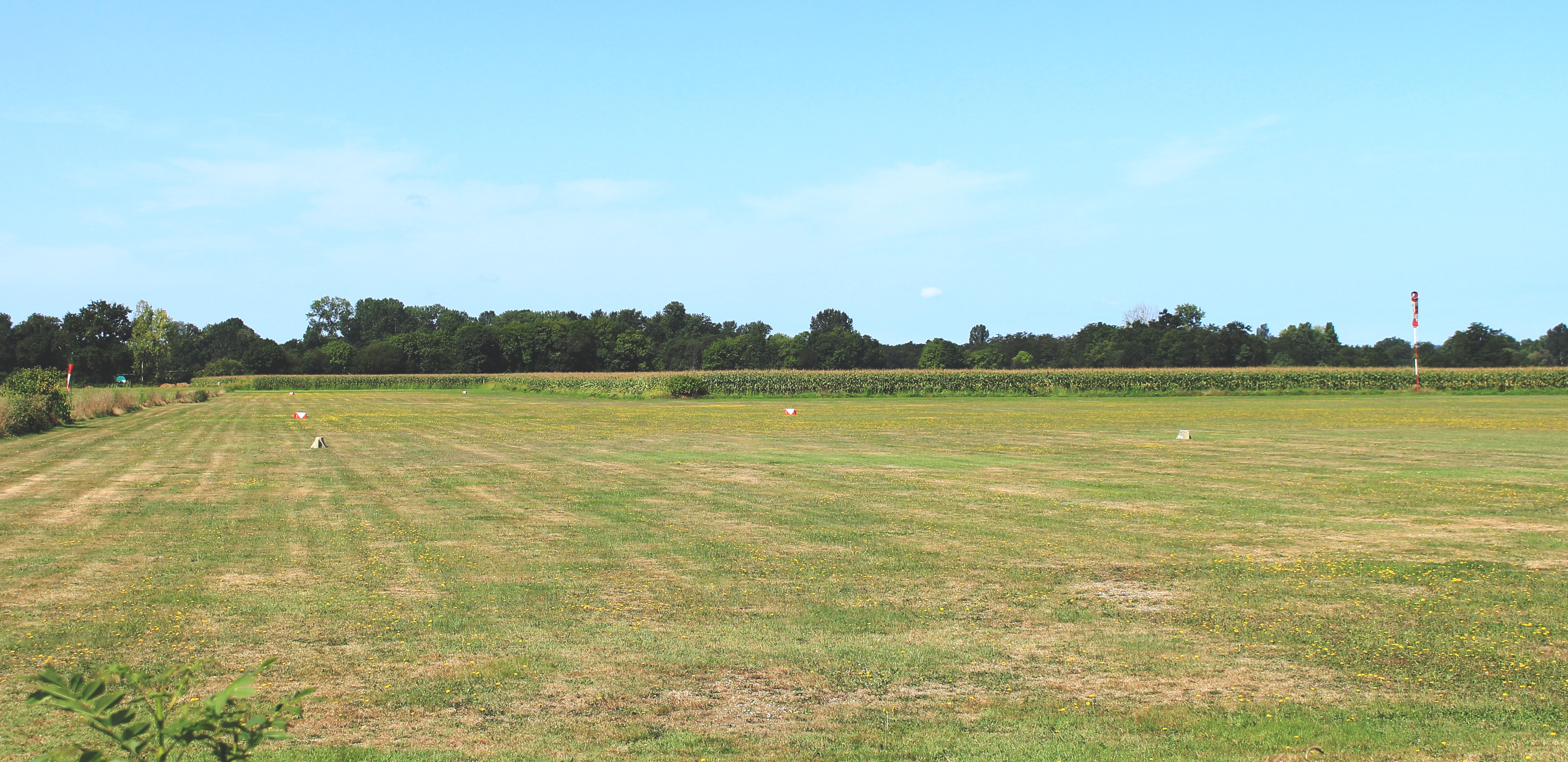
L'aérodrome.

- La commune dispose de terrains de basket-ball et de football situés derrière l'église.
- Aérodrome de Sarriac-Bigorre en partie nord de la commune au lieu-dit Ladouée.

## Économie

### Revenus
En 2018, la commune compte 123 ménages fiscaux, regroupant 277 personnes. La médiane du revenu disponible par unité de consommation est de 19 350 € (20 420 € dans le département).

### Emploi
|                | 2008  | 2013  | 2018  |
| -------------- | ----- | ----- | ----- |
| Commune        | 9,1 % | 8 %   | 8,6 % |
| Département    | 7,7 % | 9,4 % | 9,8 % |
| France entière | 8,3 % | 10 %  | 10 %  |

En 2018, la population âgée de 15 à 64 ans s'élève à 176 personnes, parmi lesquelles on compte 79,9 % d'actifs (71,3 % ayant un emploi et 8,6 % de chômeurs) et 20,1 % d'inactifs,. En  2018, le taux de chômage communal (au sens du recensement) des 15-64 ans est inférieur à celui de la France et du département, alors qu'en 2008 la situation était inverse.
La commune fait partie de la couronne de l'aire d'attraction de Tarbes, du fait qu'au moins 15 % des actifs travaillent dans le pôle,. Elle compte 37 emplois en 2018, contre 36 en 2013 et 45 en 2008. Le nombre d'actifs ayant un emploi résidant dans la commune est de 128, soit un indicateur de concentration d'emploi de 29,2 % et un taux d'activité parmi les 15 ans ou plus de 55,9 %.
Sur ces 128 actifs de 15 ans ou plus ayant un emploi, 27 travaillent dans la commune, soit 21 % des habitants. Pour se rendre au travail, 88,9 % des habitants utilisent un véhicule personnel ou de fonction à quatre roues, 4,8 % s'y rendent en deux-roues, à vélo ou à pied et 6,4 % n'ont pas besoin de transport (travail au domicile).

## Culture locale et patrimoine

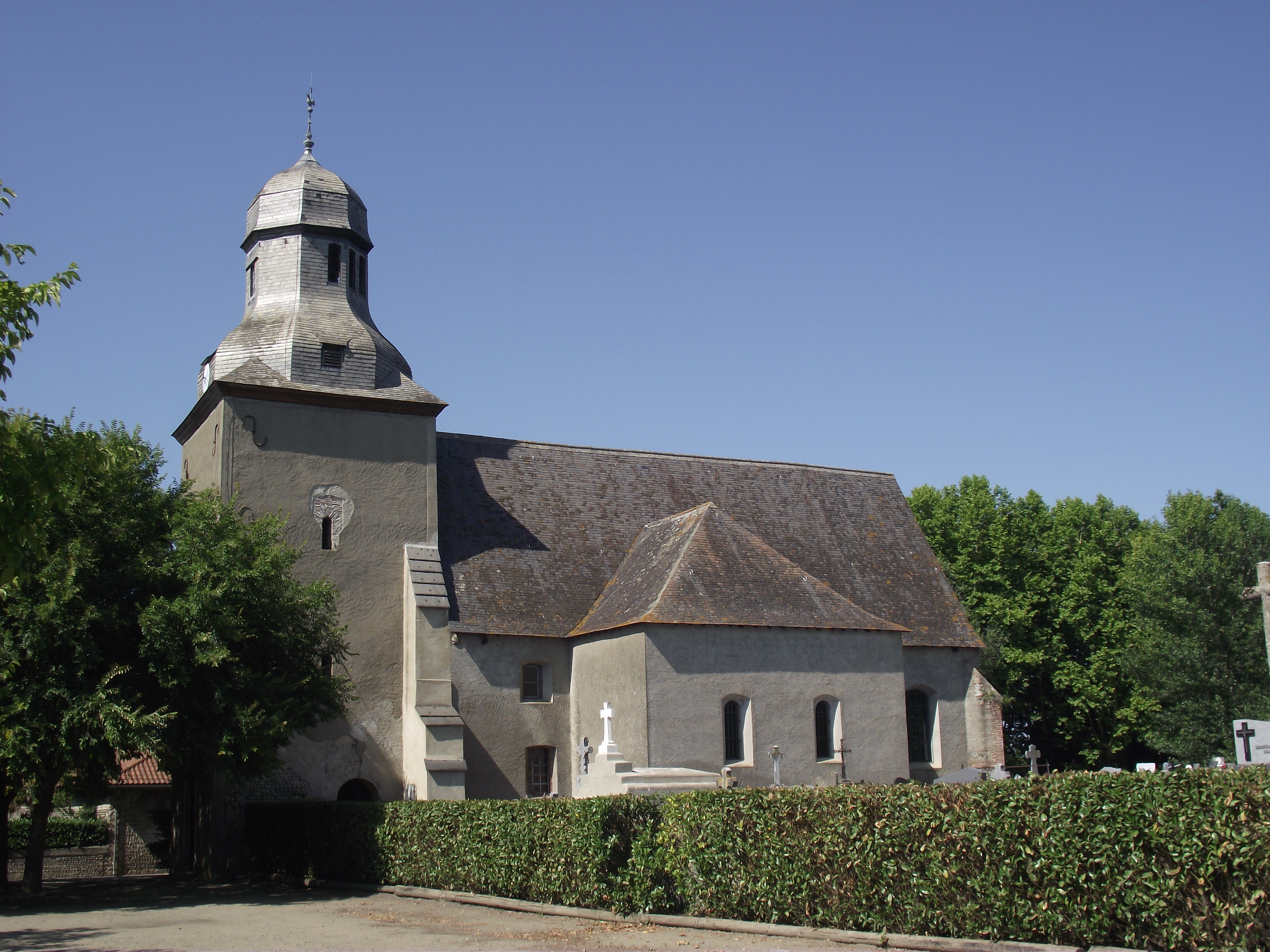
L'église de l'Assomption.

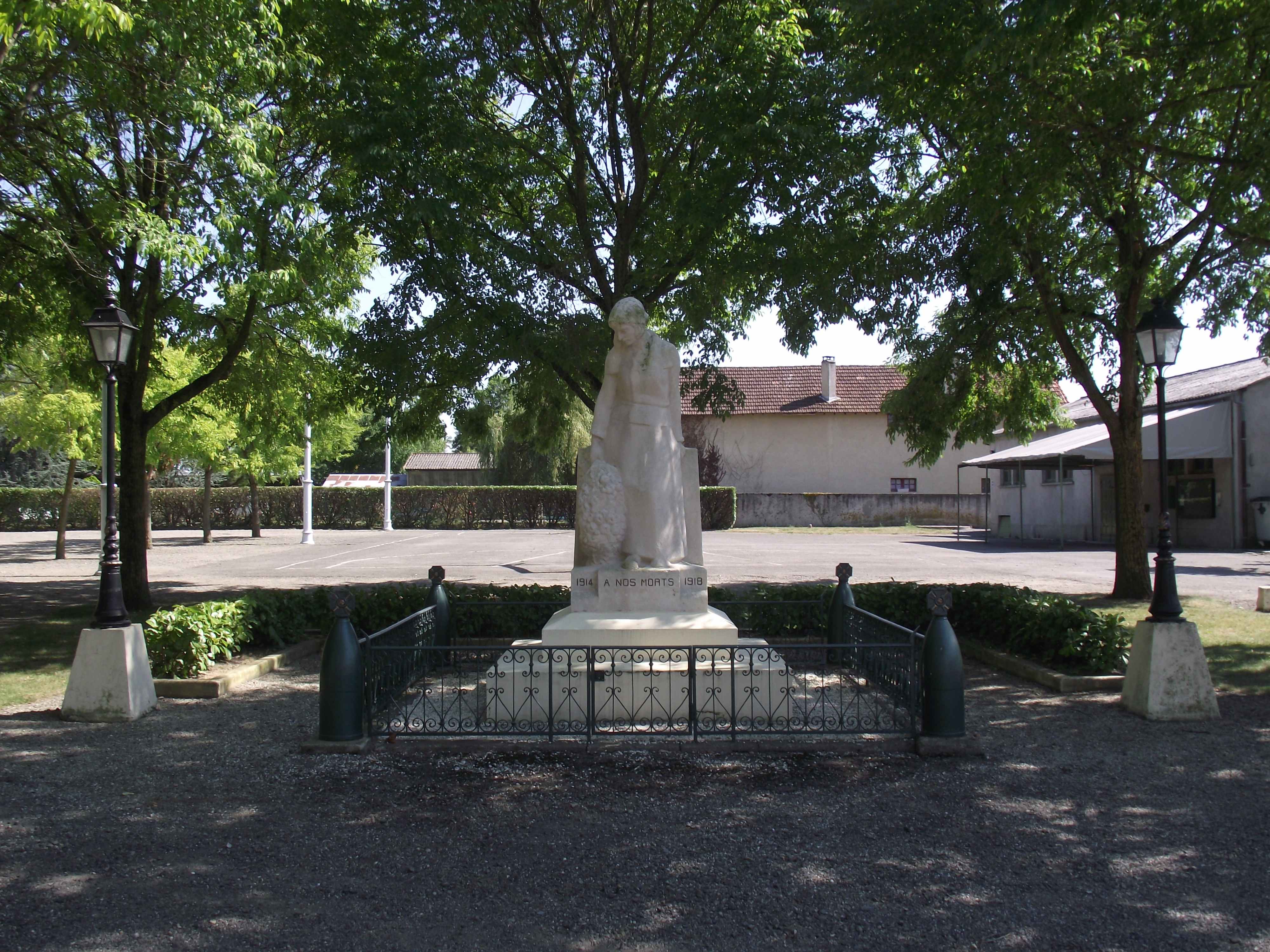
Le monument aux morts municipal, œuvre de Henri Borde.

### Lieux et monuments
- L'église de l'Assomption de Sarriac-Bigorre, flanquée du cimetière, fait face à une place arborée abritant le monument aux morts.
- Restée très reconnaissable, l'ancienne école est voisine de la nouvelle.
- Les rives de l'Aule sont agrémentées de platanes courbés.
- Lavoirs communaux.

Sélection de vues des lavoirs communaux en 2016.
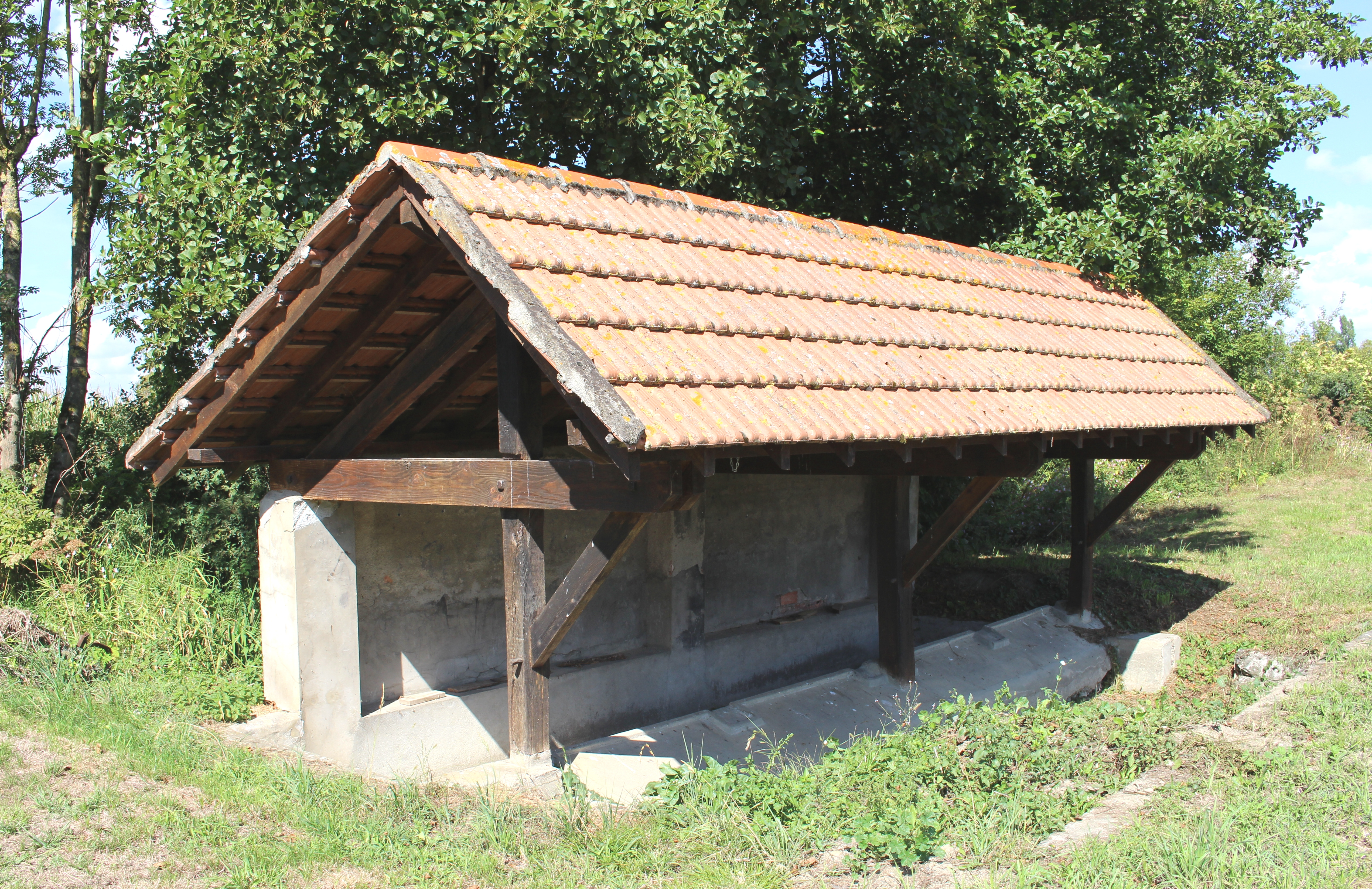
Le lavoir Nord-Ouest.
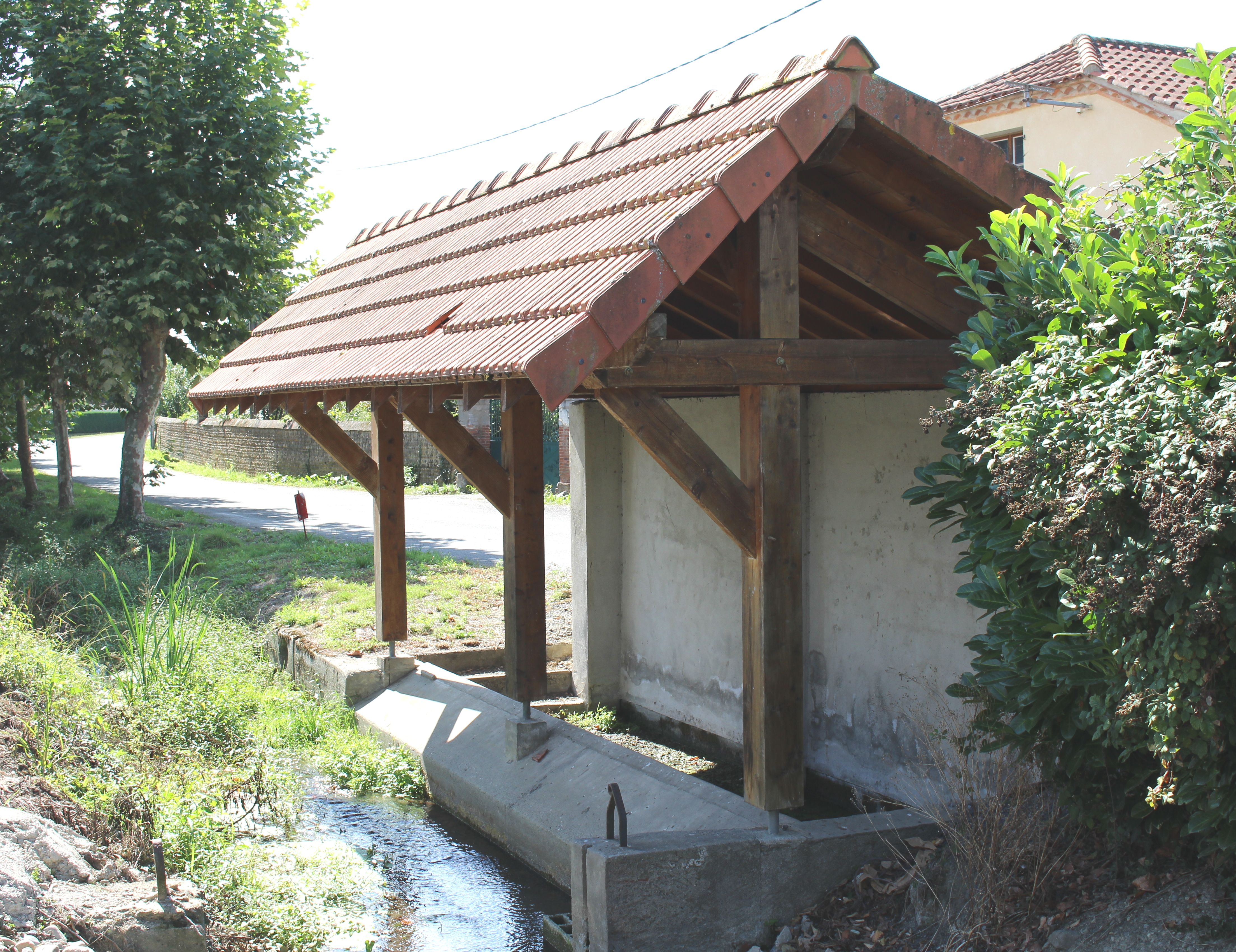
Le lavoir de la mairie.
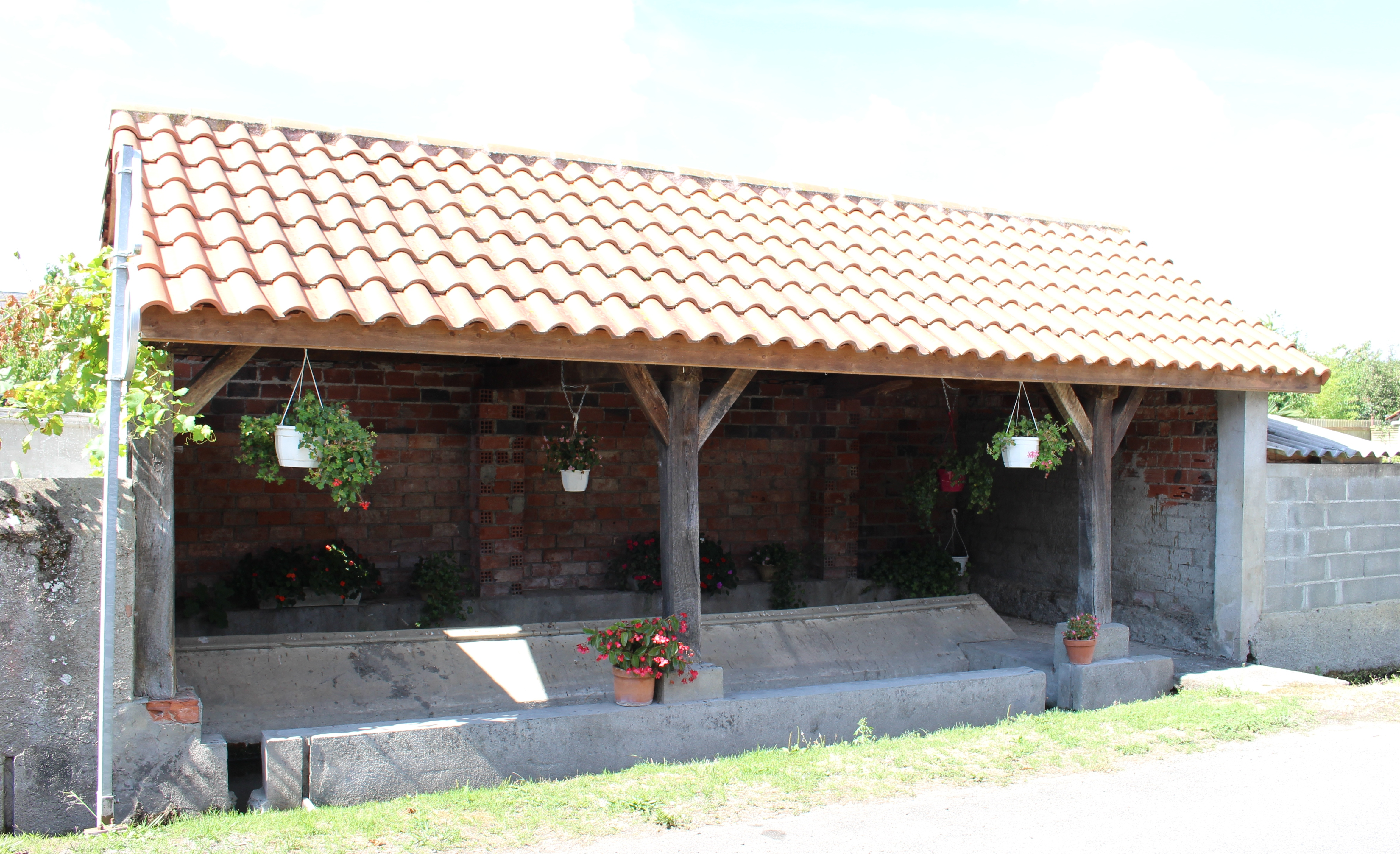
Le lavoir de la Rue du Vignemale.
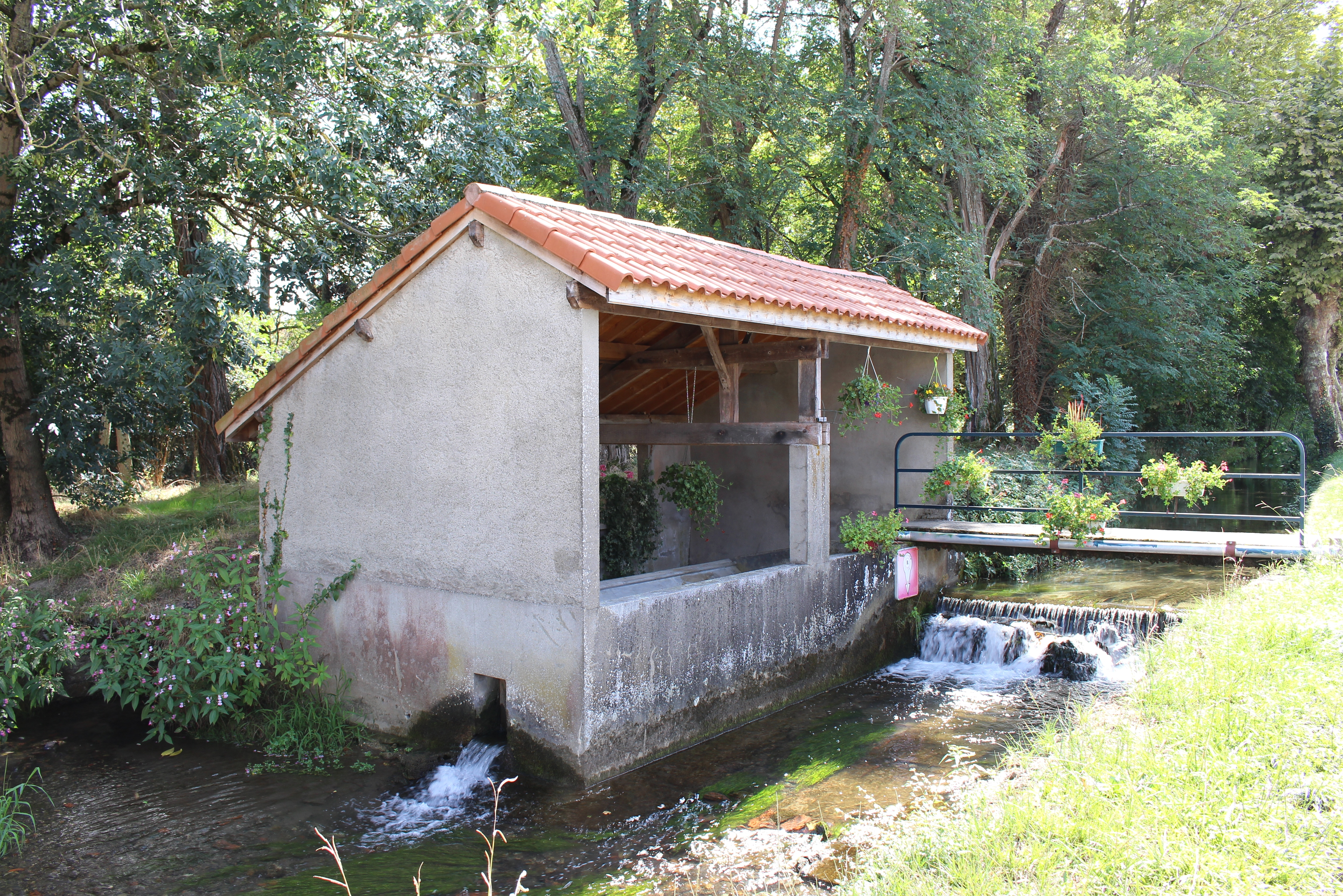
Le lavoir de l'Allée de l'Aule.

### Héraldique
| Blason | Blasonnement : D'azur à l'aigle essorante d'argent becquée et membrée d'or tenant en son bec une clochette aussi d'or. Commentaires : mis en conformité par Stéphane Abadie et adopté par délibération municipale en juin 2014. |